# Wassergeburt

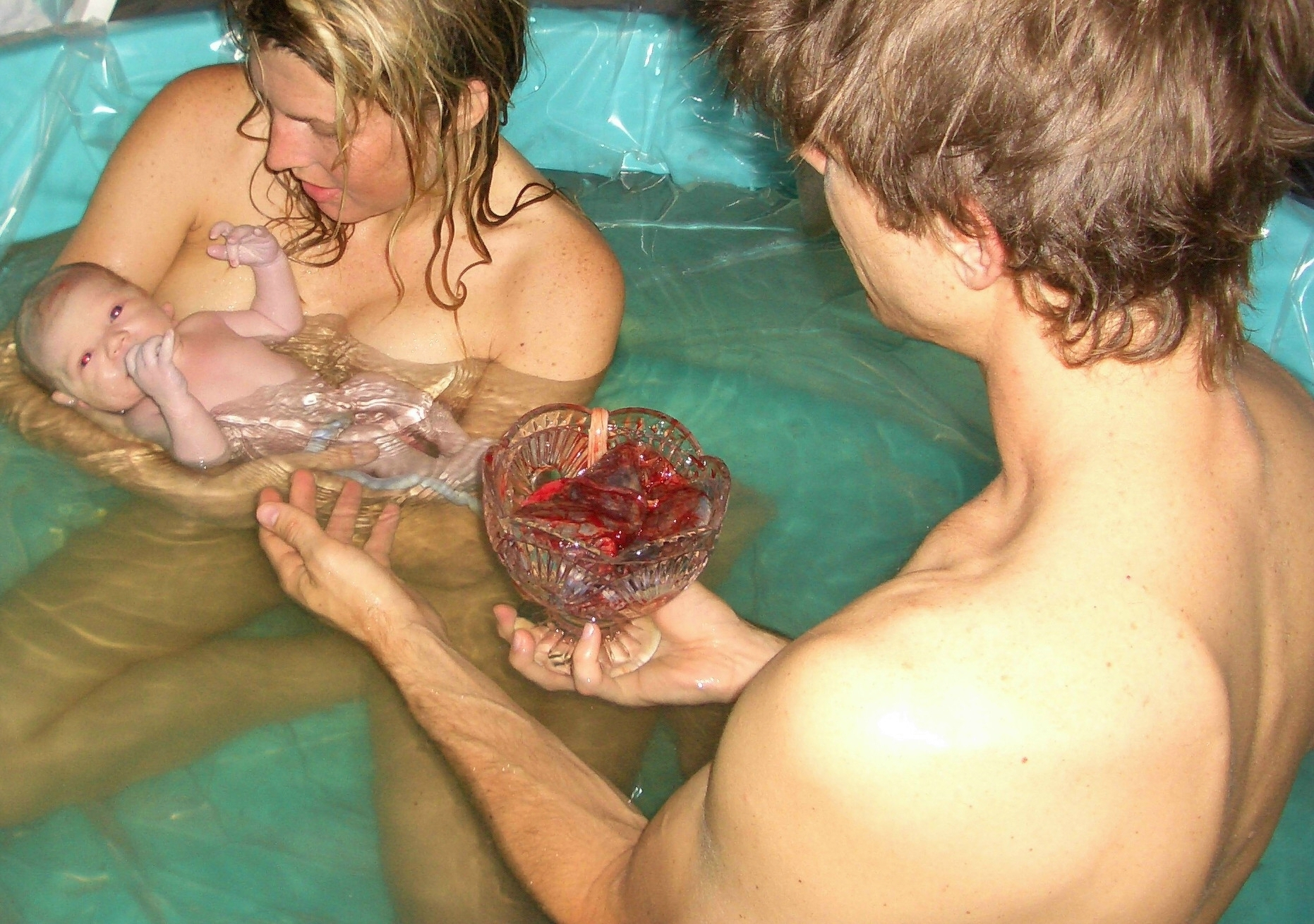
Neugeborenes nach einer Wassergeburt

Bei der Wassergeburt befindet sich die gebärende Frau in einem Wasserbecken mit warmem Wasser. Das warme Wasser soll ein Gefühl von Geborgenheit geben und fördert die Entspannung.

## Geschichte
Wassergeburten sollen schon im alten Ägypten bekannt gewesen sein. Angeblich sollen Wassergeburten ebenfalls von James Cook 1778 in Mittelamerika und in Neuseeland beobachtet worden sein. Genannt werden die Einwohner von Hawaii und Samoa, die Cumash-Indianer, Indianerstämme in Costa Rica und die Māori in Neuseeland.
Die erste bekannte europäische Wassergeburt fand 1803 in Frankreich statt, wo warme Wasserbäder zur Geburtshilfe eingesetzt wurden. Danach war es aber mehr als ein Jahrhundert ruhig um das Thema Wassergeburt. Aktuell wurde dieses erst im Jahr 1963, als Unterwassergeburten in der Sowjetunion wieder propagiert wurden. In Westeuropa geht die Wassergeburt auf Michel Odent zurück, der in den 1970er Jahren ein aufblasbares Planschbecken einsetzte, um den Frauen während der Wehen eine Entspannung im warmen Wasser zu ermöglichen. Seit 1978 finden Wassergeburten in Frankreich statt, seit Anfang der 1980er Jahre in Deutschland und der Schweiz.

## Technik
Spezielle Wasserbecken, wie zum Beispiel das vom Active Birth Center in London entwickelte, 6-eckige Wassergeburtsbecken, haben einen Durchmesser von gut 140 cm und ein Volumen von etwa 700 Litern.
In Deutschland werden neben normalen (Eck-)Badewannen manchmal spezielle Geburtsbadewannen verwendet, die eine Klappe für den Ausstieg im Notfall haben. Allerdings ergießt sich dann auch das Wasser in den Raum, was baulich zu berücksichtigen ist. Mittlerweile gibt es komfortable, transportable, aufblasbare und kostengünstige Alternativen für den flexiblen Einsatz. Fest installierte Geburtsbadewannen verfügen in der Regel über eine Heizung, um die Wassertemperatur konstant zu halten.
Durch den Tauchreflex nimmt das Neugeborene üblicherweise seinen ersten Atemzug erst dann, wenn das Gesicht nicht mehr mit Wasser bedeckt ist. So besteht für das Kind weder die Gefahr des Ertrinkens, noch die Gefahr, Fäkalien aufzunehmen. Die Sauerstoffversorgung erfolgt durch die Nabelschnur, bis die eigene Atmung eingesetzt hat. 
Gegen eine Wassergeburt bestehen bestimmte Kontraindikationen (zum Beispiel Steißlage und „grünes“ Fruchtwasser). 
In den Krankenhäusern, in denen die Möglichkeit einer Wassergeburt besteht, entscheiden sich etwa 30 bis 50 % der Mütter für diese Gebärmöglichkeit. Im Jahre 2002 waren etwa 10 % aller Geburten Wassergeburten. In vielen Fällen raten Ärzte von der Wassergeburt ab (z. B. bei drohender Schulterdystokie oder Komplikationen bei einer vorangegangenen Entbindung).
Als Vorbedingung für eine Wassergeburt nennen Eldering und Geissbühler:
- Klinikentbindung
- Low-risk Geburt
- Wunsch der Schwangeren
- Lückenlose Überwachung durch Arzt und Hebamme
- Bakteriologische Überwachung von Badewasser und Badewanne
- Verfügbarkeit einer zweiten Person zum Transport aus der Badewanne bei auftretenden Problemen.[1]

Die deutschen AWMF-Leitlinien fordern ferner, dass bei der Schwangeren keine bekannte zum Ausschluss führende Infektion vorliegen darf, ein Impfschutz des Personals gegen blutübertragbare Infektionen (insbesondere HBV) vorliegen muss, die Gebärende vor der Geburt einen Einlauf zur vollständigen Entleerung ihres Enddarms erhält und sich auch nur die Gebärende in der Wanne aufhalten darf.
Technisch-organisatorisch wird zudem verlangt, dass die Wanne und alle kontaminierten Flächen nach der Entbindung nach Ablassen des Wassers und kurzem Nachspülen der Wanne mit einem begrenzt viruziden (Wirksamkeit gegen blutübertragene Erreger) Desinfektionsmittel zu behandeln sind und vor der erneuten Benutzung die deklarierte Einwirkungszeit abzuwarten ist. 
Für das Personal werden wegen der Verunreinigung des Badewassers durch Fruchtwasser, Blut und eventuell auch Stuhl und Urin der Gebärenden Langarm-Handschuhe und ein Gesichts-/Augenschutz gefordert. Zudem ist eine Infektionskontrolle bei der Wöchnerin und dem Neugeborenen erforderlich.

## Vorteile
Für das Neugeborene bringt die Wassergeburt als solche keine besonderen Risiken mit sich. Untersuchungen von Wassergeburten durch den Gynäkologen Albin Thöni und anderen belegen:
- Die Geburtsdauer ist geringer als sonst.
- Gebärende bedürfen in der Regel keiner Schmerzmittelgabe (werden Schmerzmittel erforderlich, so wird die Geburt außerhalb der Wanne fortgesetzt).
- Postpartale Blutungen im Wochenbett lassen schneller nach.
- Bei Wassergeburten sind deutlich weniger Dammschnitte erforderlich.
- Verringerter Geburtsstress für das Kind.

Als größter Vorzug dieses Geburtsmodus gilt die größere Entspannungsmöglichkeit der Gebärenden. Die Wehen werden zudem besser toleriert. Bewegungen und Stellungsänderungen sind im Wasser einfacher und kraftsparender. Frauen, die ihr Kind im Wasser auf die Welt gebracht haben, verlassen die Kliniken und Geburtshäuser außerdem früher als in der Rückenlage gebärende Frauen.

## Risiken
Ein Dammschutz ist aufgrund der Position der Gebärenden im Wasser nur eingeschränkt möglich. Eine Periduralanästhesie kann nicht durchgeführt werden. Im Falle eines Notfalls, der außerhalb der Badewanne behandelt werden muss (z. B. Sectio, Schulterdystokie), verstreicht mehr Zeit als im Kreißbett.
Werden Hygieneanforderungen nicht strikt eingehalten, ist die Gebärende durch die reduzierte Widerstandskraft der Haut durch Hautinfektionen mit Pseudomonas aeruginosa und andere im Wasser enthaltene Keime gefährdet. Das Neugeborene ist vor allem durch invasive Infektionen mit Wasserpathogenen oder Erregern aus der Stuhlflora der Mutter gefährdet. Es existieren Fallberichte, die darauf schließen lassen, dass Infektionen mit Erregern aus dem Wasser beim Neugeborenen zu schwerwiegenden Erkrankungen führen können. Das betrifft sowohl Infektionen durch Pseudomonaden als auch durch Legionella pneumophila, letztere auch mit tödlichem Verlauf.
Zudem sind Probleme bei der Wärmeregulation, Nabelschnurriss und -abriss beim Herausnehmen des Neugeborenen aus dem Wasser, sowie Atemnot durch Aspiration des Wannenwassers beschrieben worden. Auch über Krampfanfälle und perinatale Asphyxien wurde berichtet.